# Saint-Barthélemy (Morbihan)
Saint-Barthélemy (bretonisch: Bartelame) ist eine französische Gemeinde mit 1182 Einwohnern (Stand 1. Januar 2022) im Département Morbihan in der Region Bretagne.

## Geographie
Saint-Barthélemy liegt im südlichen Teil des Zentrums der Bretagne und gehört zum Pays de Pontivy. Die Gemeinde wird im Westen vom Fluss Blavet begrenzt.
Nachbargemeinden sind Pluméliau-Bieuzy im Norden und Nordosten, Guénin im Osten und Südosten, Baud im Süden, Quistinic im Südwesten und Melrand im Nordwesten.
In Nord-Süd-Richtung führt die D 768 östlich der Gemeinde vorbei, die Verbindung von Auray nach Pontivy. Durch das Gemeindegebiet führt die Bahnstrecke Auray–Pontivy.

## Bevölkerungsentwicklung
| Jahr      | 1962 | 1968 | 1975 | 1982 | 1990 | 1999 | 2006 | 2019 |
| Einwohner | 1501 | 1375 | 1343 | 1188 | 1093 | 1050 | 1110 | 1160 |

## Geschichte
Die Gemeinde gehörte zur bretonischen Region Bro-Gwened (frz. Vannetais) und innerhalb dieser Region zum Gebiet Bro Baod (frz. Pays de Baud) und teilt dessen Geschichte. Sie war bis zum 17. Juli 1867 ein Ortsteil innerhalb der Gemeinde Baud. Seither ist sie eine eigenständige Gemeinde.

## Sehenswürdigkeiten
- Kirche Saint-Barthélemy aus dem Jahr 1895
- Kapelle Saint-Fiacre (16. Jahrhundert)
- Kapelle Saint-Adrien (15. und 16. Jahrhundert)
- mehrere kleinere Kapellen
- Überreste aus der Frühzeit und gallischen Zeit

Quelle:

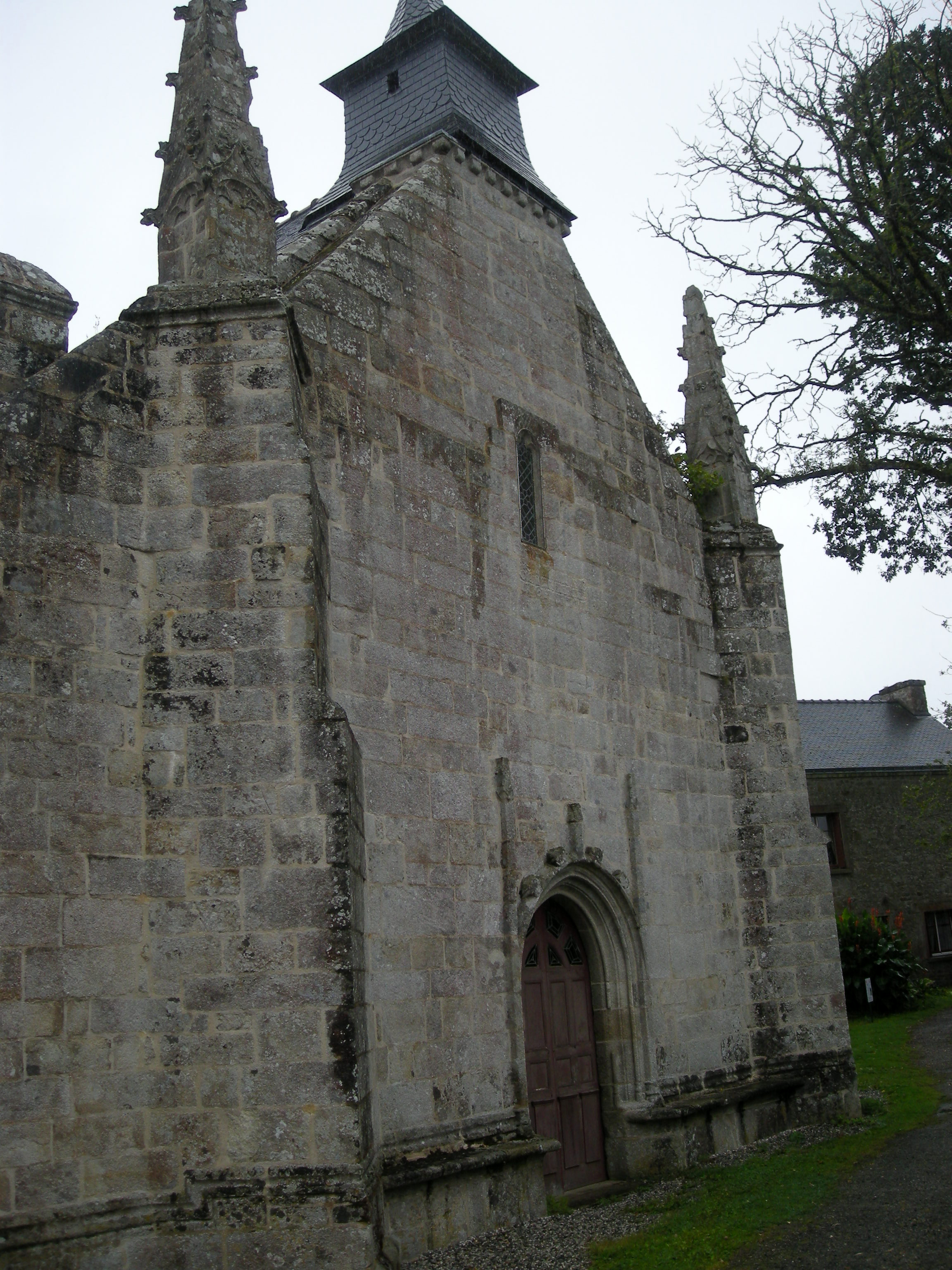
Kapelle Saint-Adrien
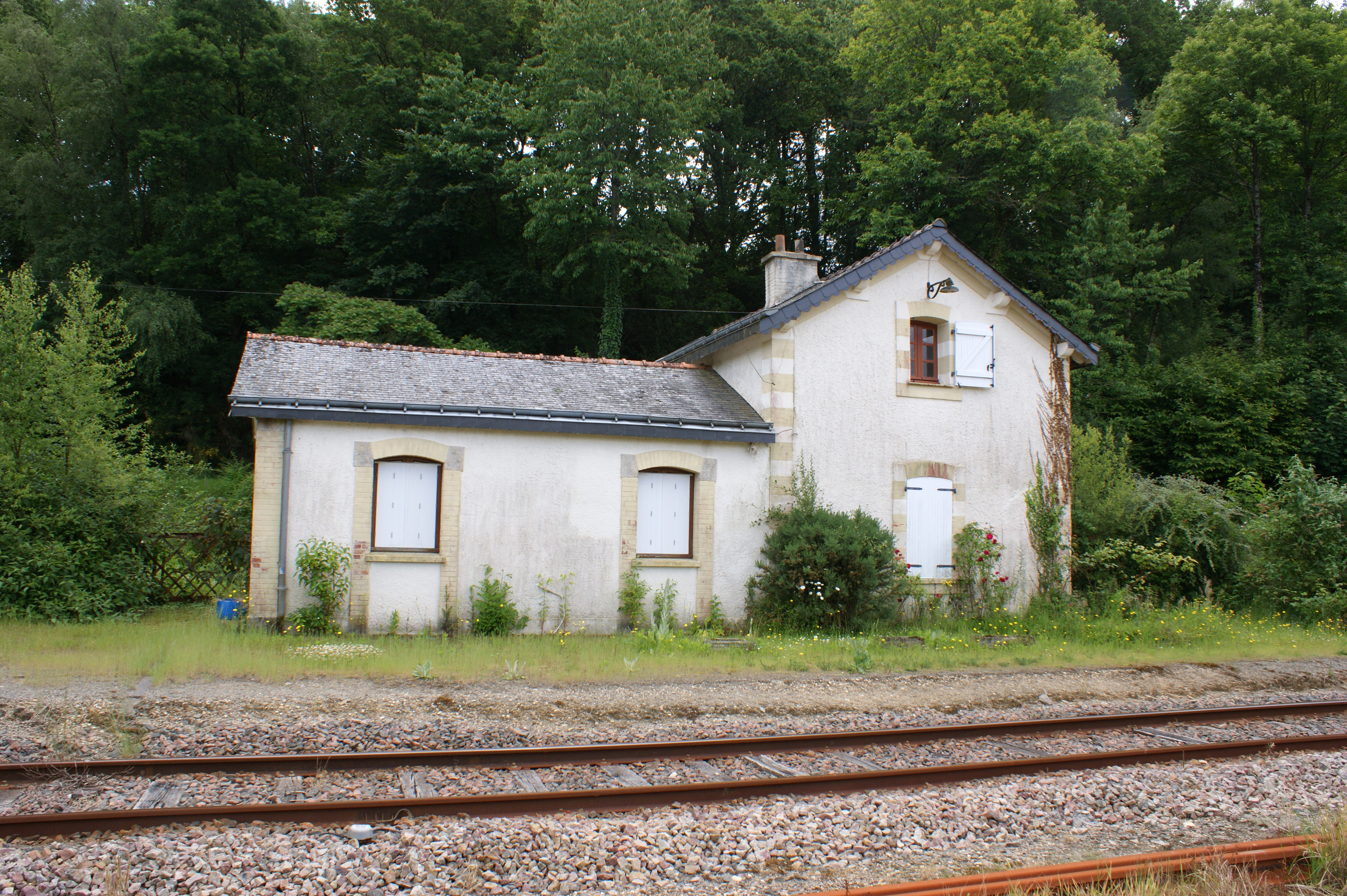
Ehemaliges Bahnhofsgebäude Saint-Rivalain
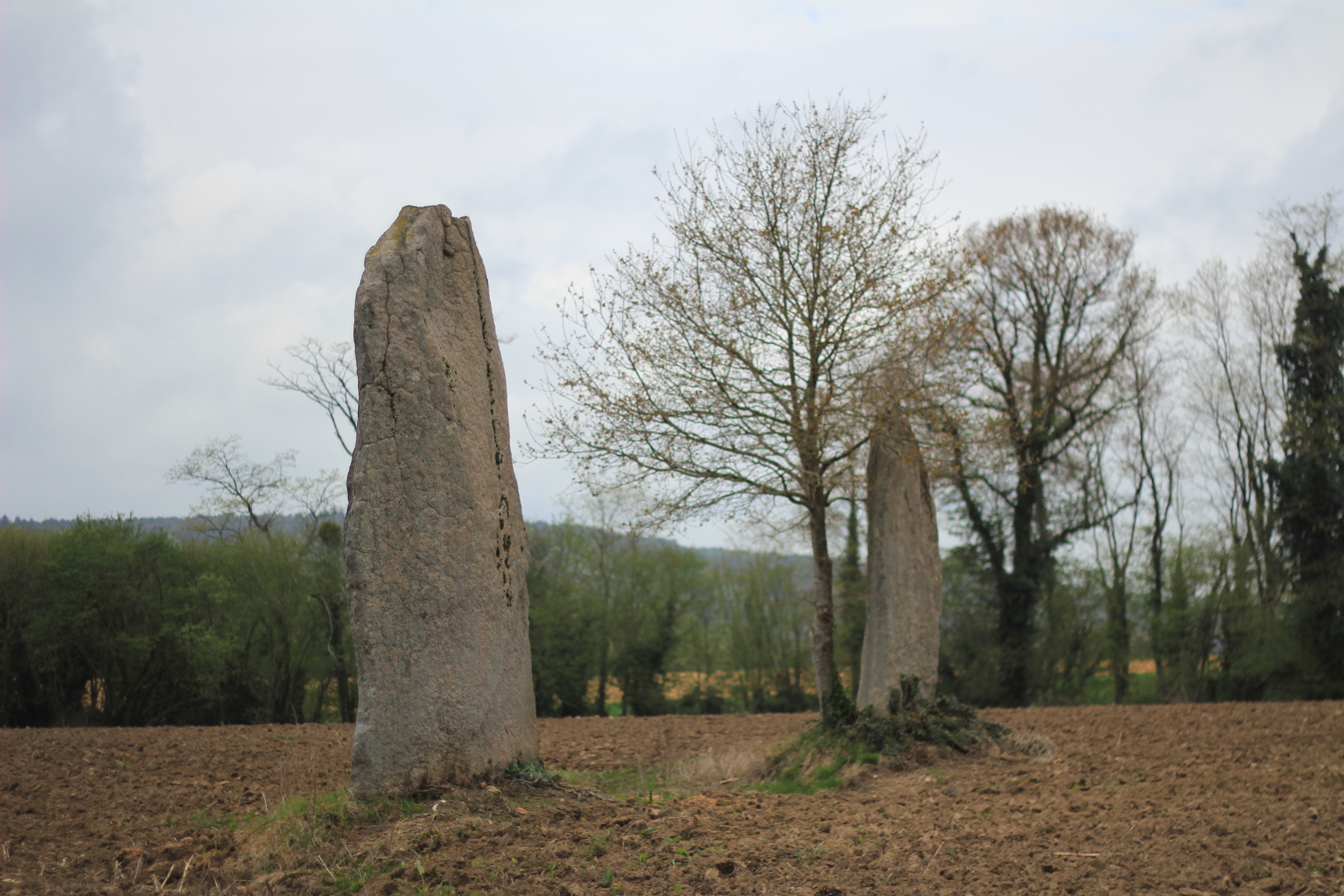
Menhire von Kernars